# Edsleskog
Edsleskog is een plaats in de gemeente Åmål in het landschap Dalsland en de provincie Västra Götalands län in Zweden. De plaats heeft 72 inwoners (2005) en een oppervlakte van 16 hectare. Edsleskog ligt aan het meer Edslan en wordt voor de rest vooral omringd door bos. In Edsleskog ligt de kerk Edsleskogs kyrka. De plaats zelf ligt op zo'n 130 meter boven de zeespiegel, maar op niet al te grote afstand ligt de 301 meter boven de zeespiegel gelegen heuvel Baljåsen het hoogste punt van Dalsland.

## Verkeer en vervoer
Bij de plaats loopt de Länsväg 164.